# BZ Весов
BZ Весов (лат. BZ Librae) — одиночная переменная звезда в созвездии Весов на расстоянии (вычисленном из значения параллакса) приблизительно 40167 световых лет (около 12315 парсеков) от Солнца. Видимая звёздная величина звезды — от +15,2m до +13,9m.

## Характеристики
BZ Весов — пульсирующая переменная звезда типа RR Лиры (RRAB).